# Поляне-при-Жужемберку
Поляне-при-Жужемберку (словен. Poljane pri Žužemberku) — поселення в общині Жужемберк, регіон Південно-Східна Словенія, Словенія. Висота над рівнем моря: 271 м.